# Supercoppa di Germania 2011 (pallacanestro)
La Supercoppa di Germania 2011 (ufficialmente BBL Champions Cup 2011) è stata la 6ª edizione della Supercoppa di Germania.
La partita è stata disputata il 1º ottobre 2011 presso la Brose Arena di Bamberga tra il Bamberger, campione di Germania 2010-11 e vincitore della BBL-Pokal 2011 e il Braunschweig, finalista di BBL-Pokal.

## Finale
| Bamberga 1 ottobre 2011, ore 20:00 UTC+2 | Bamberger  | 86 – 66 (20-16, 42-31, 63-44, 85-85) referto                                                                    | Braunschweig | Brose Arena (5.200 spett.) |
| \| \| \| \| \| Roberts 17 \| Punti \| 16 Dennis \| \| Jenkins 5 \| Assist \| 2 Dennis, McElroy \| \| Tucker 6 \| Rimbalzi \| 6 Melzer \| \| 21 Pleiß• 22 Roberts• 23 Jacobsen• 24 Tucker• 25 Gavel 8 Šuput• 9 Tadda• 11 Jenkins• 12 Schmidt• 14 Neumann• 33 Monse• 44 Slaughter \| Formazioni \| 5 Kulawick• 6 Mittmann• 7 Visser• 14 Dennis• 23 McElroy 4 Williams• 9 Schneiders• 12 Greer• 21 Theis• 34 Melzer \| \| Chris Fleming \| Allenatori \| Sebastian Machowski \| |            | |              |                            |
| |            | |              |                            |
| Roberts 17 | Punti      | 16 Dennis |              |                            |
| Jenkins 5 | Assist     | 2 Dennis, McElroy                                                                                               |              |                            |
| Tucker 6 | Rimbalzi   | 6 Melzer |              |                            |
| 21 Pleiß• 22 Roberts• 23 Jacobsen• 24 Tucker• 25 Gavel 8 Šuput• 9 Tadda• 11 Jenkins• 12 Schmidt• 14 Neumann• 33 Monse• 44 Slaughter | Formazioni | 5 Kulawick• 6 Mittmann• 7 Visser• 14 Dennis• 23 McElroy 4 Williams• 9 Schneiders• 12 Greer• 21 Theis• 34 Melzer |              |                            |
| Chris Fleming | Allenatori | Sebastian Machowski                                                                                             |              |                            |